# オランダの国旗
オランダの国旗（オランダのこっき）は、赤、白、青の水平三色旗。国旗として使われた世界で最初の三色旗。多くの国旗に影響を与えた。

## 使用
オランダでは政府の建物からの国旗掲揚には規定があるが、民間での国旗の使用についての法律は存在しない。そのためオランダの市民、企業、団体は、いつどのように掲揚しても法的な問題は無い。ただし、掲揚時の慣習、プロトコルがオランダ政府によって紹介されている:
- 旗が地面に触れてはいけない
- 旗が通行の妨げになってはいけない
- 日没から日の出までの間は旗を掲揚したままにしない

### オレンジ色のペナント

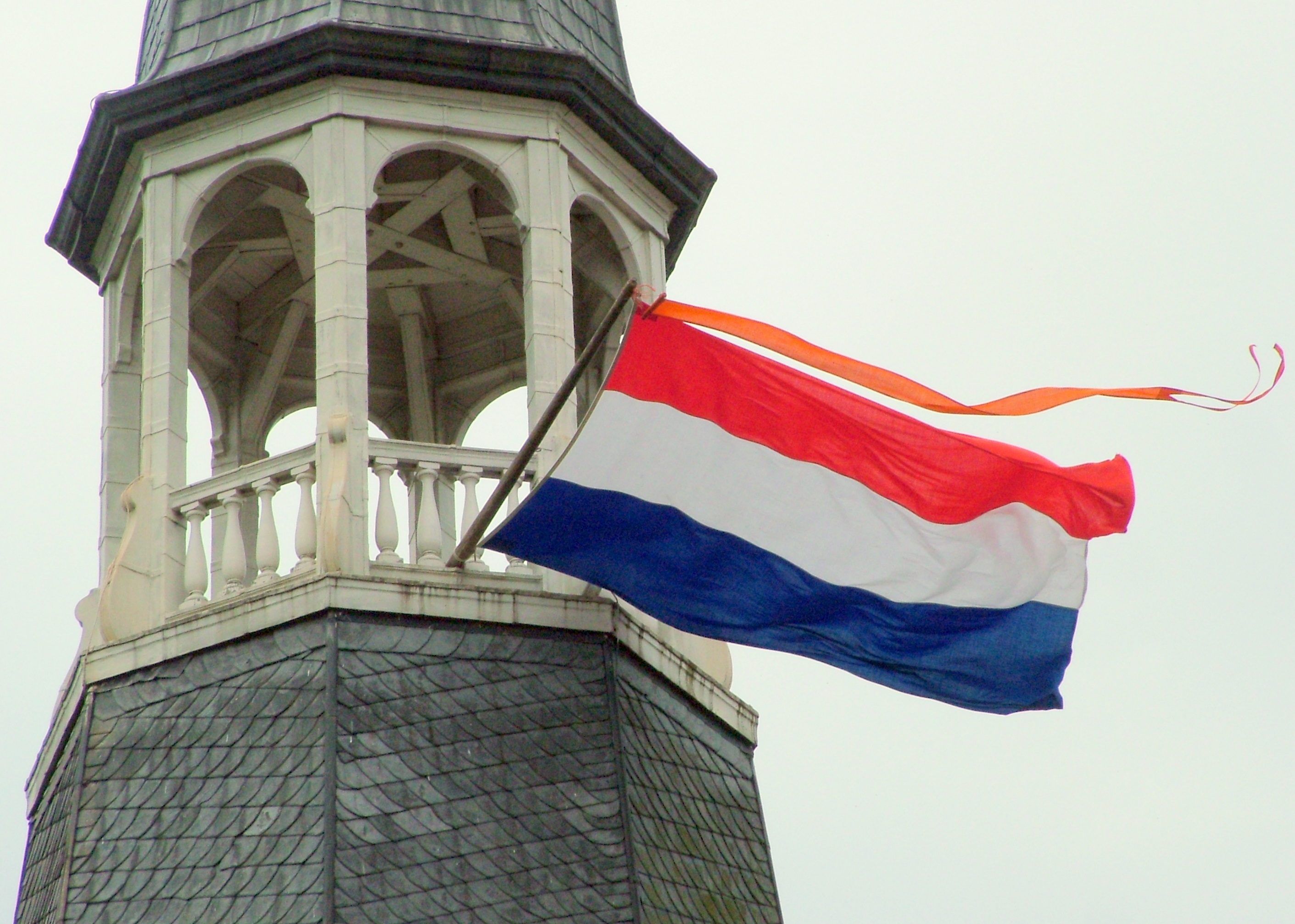
国王誕生日に掲揚されるペナント付きのオランダ国旗

オランダ王室に関する以下の祝日には、しばしばオレンジ色のペナントと一緒に掲げられる。
- 1月31日（2月1日） - ベアトリクス女王の誕生日
- 4月27日（4月26日） - 国王誕生日
- 5月17日（5月18日） - マクシマ王妃の誕生日
- 12月7日（12月8日） - アマリア王女の誕生日

ペナントを付ける日は原則的に括弧外の日付だが、その日が日曜日の場合は括弧内の日を採用する。

## 歴史
15世紀末にネーデルラントのほとんどの州がブルゴーニュ公国の下で統一されたときの旗は、白地に月桂樹の枝がクロスされたものだったが、スペイン王フェリペ2世に対してオラニエ公ウィレム1世が蜂起した際に使用したオレンジ・白・青の三色旗が「プリンスの旗 (Prinsenvlag)」と呼ばれた。この旗が八十年戦争でも使用された。16世紀末までは三色の順序も決まっていなかったが、徐々にこの順に統一された。1630年以降はオレンジが赤に置き換えられてきた。その理由は政治的なものは特になかったが、オレンジと青は特に海上で色あせやすいため濃色の赤や青に変えられたとされる。もしくはオレンジは薄いため海上で識別しにくい（黄色や金色などと見間違えられやすい）ためとも言われている。
しかしオレンジ色の旗はその後も使用され、当初はオランダ植民地として建設されたニューヨークの旗や、南アフリカの連邦時代の旗の中にも使われた。サッカーオランダ代表など、オランダの各スポーツ代表チームもオレンジをチームカラーとしている。
18世紀末から19世紀初頭のフランス統治時代は、この三色旗はあまりにフランスの三色旗に近いので使用が禁止された。そして1813年のオランダ独立後、三色旗も戻った。その後もオレンジの三色旗と、赤の三色旗の両方が使われたが、1937年2月19日にウィルヘルミナ女王により、赤・白・青の三色旗が正式に国旗と制定された。

### 歴史的な旗

?プリンスの旗
?プリンスの海上旗
?プリンスの船用国籍旗
?オランダ領ブラジルの旗
?オランダ西インド会社の旗
?オランダ西インド会社の旗
?オランダ東インド会社の旗
?ネーデルラント17州の旗 (1549-1580)
?ネーデルラント連邦共和国の国旗 (1580-1795)
?バタヴィア共和国の国旗 (1806-1810)
?ホラント王国の国旗 (1806-1810)
?フランス占領時代の国旗 (1810-1814)
?ネーデルラント連合王国の国旗 (1815-1839)

## 関連する旗

### オランダの旗
- 海軍用国籍旗
- 市民用国籍旗
- アルバの旗
- キュラソーの旗
- シント・マールテンの旗

### オランダ国旗の影響を受けた旗
オレンジ・白・青の「プリンスの旗」と赤・白・青の三色旗は、オランダの旧植民地の国や地域の旗に影響を与えている。

ニューヨーク市の旗
?ナタール共和国 (1839-1843)
?トランスヴァール共和国 (1852-1902)
?オレンジ自由国 (1854-1902)
?南アフリカの国旗 (1928-1994)

ロシアの国旗は、1699年、ピョートル大帝が遣欧使節団を伴ってオランダを訪れ造船を学んだ際、海軍のための旗の必要性に気付いて、オランダの国旗の色の順番を変えたのが由来だとする伝説がある。ロシアの国旗の配色は汎スラヴ色として多くの国旗に取り入れられた。

クロアチアの国旗
スロバキアの国旗
スロベニアの国旗
セルビアの国旗
チェコの国旗
ロシアの国旗